# Partiell summation
Partiell summation är inom matematik en formel för att omvandla summor av produkter till en ofta mer lätthanterlig form. Formeln kallas ibland för Abels lemma eller Abeltransformation och kan liknas med partiell integration.

## Formel
Om {\displaystyle (a_{k})} och {\displaystyle (b_{k})} är talföljder så är
{\displaystyle \sum _{k=m}^{n}a_{k}(b_{k+1}-b_{k})=a_{n+1}b_{n+1}-a_{m}b_{m}-\sum _{k=m}^{n}b_{k}(a_{k+1}-a_{k})}
Detta kan uttryckas mer kompakt med framåtdifferensoperatorn {\displaystyle \Delta }:
{\displaystyle \sum _{k=m}^{n}a_{k}\Delta b_{k}=a_{n+1}b_{n+1}-a_{m}b_{m}-\sum _{k=m}^{n}b_{k}\Delta a_{k}}